# Révélation de l'oracle
Pistes de Chœurs
Les Mouillages Puisse un vent violent se lever
Révélation de l'oracle est la sixième chanson de l'album Chœurs de Bertrand Cantat, Pascal Humbert, Bernard Falaise et Alexander MacSween conçu pour constituer les chœurs antiques de la trilogie « Des femmes » de Sophocle adaptée et mise en scène en 2011 par Wajdi Mouawad. Elle illustre Les Trachiniennes, le premier volet de la trilogie.

## Argument
Héraclès fait annoncer son retour par Lichas et à sa suite celui des femmes capturées lors de ses conquêtes victorieuses. Parmi elles Iole à ses faveurs, nourrissant par là même la jalousie de Déjanire qui a peur de se voir délaissée. Elle décide d'utiliser ce qu'elle croit être un philtre d'amour pour garder à elle son époux. L'oracle prédit la mort d'Héraclès dans d'atroces souffrances. Déjanire réalise trop tard son erreur.
Ce titre, chanté a cappella et sans micro lors des représentations théâtrales, est inspiré dans sa forme des chants arabo-andalous, tout comme Heureux sont ceux qui du malheur. Il fut particulièrement remarqué par la presse pour « les vocalises à couper le souffle » lors des représentations au Rocher de Palmer à Cenon.

## Musiciens ayant participé à la chanson
- Bertrand Cantat, chant, guitare, harmonica
- Pascal Humbert, basse, contrebasse
- Bernard Falaise, guitare
- Alexander MacSween, batterie, percussions